# Vizić
Vizić (ćir.: Визић, mađ.: Füzegy) je naselje u općini Bačka Palanka u Južnobačkom okrugu u Vojvodini.

## Stanovništvo
Prema popisu stanovništva iz 2002. godine u Viziću živi 349 stanovnika,  od toga 293 punoljetna stanovnika, a prosječna starost stanovništva iznosi 43,7 godina (42,3 kod muškaraca i 45,0 kod žena). U naselju ima 143 domaćinstava, a prosječan broj članova po domaćinstvu je 2,44.
Prema popisu stanovništva iz 1991. godine u naselju je živjelo 392 stanovnika.
| Etnički sastav 2002. |            |        |
| Narod                | Stanovnika | %      |
| Srbi                 | 323        | 92,55% |
| Romi                 | 4          | 1,14%  |
| Jugoslaveni          | 3          | 0,85%  |
| Hrvati               | 2          | 0,57%  |
| Slovaci              | 1          | 0,28%  |
| Slovenci             | 1          | 0,28%  |
| Crnogorci            | 1          | 0,28%  |
| Rusini               | 1          | 0,28%  |
| Mađari               | 1          | 0,28%  |
| nepoznato            | 11         | 3,15%  |

| broj stanovnika | 403   | 411   | 396   | 421   | 428   | 392   | 349   |
|                 | 1948. | 1953. | 1961. | 1971. | 1981. | 1991. | 2001. |

## Vanjske poveznice
- Karte, udaljenosti vremenska prognoza  Arhivirana inačica izvorne stranice od 30. travnja 2009. (Wayback Machine)
- Satelitska snimka naselja